# Arachania (Cerro Largo)
Arachania ist eine Ortschaft im Osten Uruguays.

## Geographie
Sie befindet sich auf dem Gebiet des Departamento Cerro Largo in dessen Sektor 1 am Río Tacuarí, südsüdöstlich der Departamento-Hauptstadt Melo in der Cuchilla del Arbolito. Andere Ansiedlung in der Nähe sind Arbolito im Südwesten und Caserio La Pedrera in nordnordöstlicher Richtung. Unweit nördlich des Ortes ist Ñangapiré gelegen.

## Infrastruktur
An Arachnia führt am östlichen Ortsrand die Ruta 8 von Süden nach Norden.

## Einwohner
Arachania hatte bei der Volkszählung im Jahr 2011 20 Einwohner, davon zehn männliche und zehn weibliche.
| Jahr | Einwohner |
| ---- | --------- |
| 1996 | -         |
| 2004 | 9         |
| 2011 | 20        |

Quelle: Instituto Nacional de Estadística de Uruguay